# توماس روجرز كيمبل
توماس روجرز كيمبل (بالإنجليزية: Thomas Rogers Kimball)‏ هو مهندس معماري أمريكي، ولد في 19 أبريل 1862 في Linwood, Cincinnati ‏ في الولايات المتحدة، وتوفي في 7 سبتمبر 1934 في أوماها في الولايات المتحدة.